# Beasley (rzeka)
Beasley – rzeka w Australii, w stanie Australia Zachodnia. Ma 105 km długości. Wypływa w paśmie górskim Hamersley, na północny zachód od miejscowości Tom Price. Płynie na ogół w kierunku południowo-zachodnim, uchodzi do rzeki Hardey, która jest dopływem rzeki Ashburton. Rzeka została nazwana w 1962 roku na cześć geodety Thomasa Beasleya, który odnotował jej istnienie w 1885 roku. Wcześniej nosiła nazwę Turner, jednak została przemianowana, ponieważ istniała już inna rzeka o tej samej nazwie.